# Jezioro Pątnowskie
Jezioro Pątnowskie – jezioro w Polsce, położone w województwie wielkopolskim, w granicach administracyjnych Konina.

## Charakterystyka
Według regionalizacji fizycznogeograficznej Polski akwen położony jest na obszarze Pojezierza Żnińsko-Mogileńskiego.
Jezioro wchodzi w skład ciągu jezior rynnowych tworzące wraz z jeziorami Mikorzyńskim i Ślesińskim 32-kilometrowy kanał żeglowny łączący Wartę z Gopłem.
Akwen jest włączony w otwarty układ chłodzenia pobliskich elektrowni ZE PAK, co sprawia, że jezioro jest przez cały rok podgrzewane. Dzięki temu dobre warunki rozwoju znajdują tu różne gatunki ryb, m.in. leszcz, karp, płoć, lin, amur biały, tołpyga biała i pstra, sandacz.

## Turystyka
Nad jeziorem Pątnowskim znajdują się ośrodki wypoczynkowe chętnie odwiedzane przez amatorów sportów wodnych. Nieosłonięte brzegi oraz rozległy obszar sprzyjają wiatrom, co przyciąga miłośników żeglarstwa oraz windsurfingu.